# 奧加拉 (堪薩斯州)
奧加拉（英語：Ogallah）是位於美國堪薩斯州特里戈縣的一個非建制地區。

## 地理
奧加拉所處的海拔為高於海平面712米（即2336英呎），而該地所採用的時區為UTC-6，即北美中部時區（CST）。同時該地設有夏令時間，為UTC-6調快一小時，即UTC-5（CDT）。